# Eching, Niederbayern
Eching är en kommun och ort i Landkreis Landshut i Regierungsbezirk Niederbayern i förbundslandet Bayern i Tyskland.
Kommunen bildades 1 oktober 1970 genom en sammanslagning av kommunerna Berghofen, Eching, Haunwang, Kronwinkl och Viecht.